# Juan Antonio Rodríguez Domínguez (Alberto Arvelo Torrealba)
Pour les articles homonymes, voir Juan Antonio Rodríguez Domínguez.
Juan Antonio Rodríguez Domínguez, ou simplement Rodríguez Domínguez, est l'une des deux paroisses civiles de la municipalité d'Alberto Arvelo Torrealba dans l'État de Barinas au Venezuela. Sa capitale est Veguitas ou La Veguita. En 2018, sa population s'élève à 8 132 habitants.

## Géographie

### Démographie
Hormis sa capitale Veguitas, la paroisse civile possède plusieurs localités dont :
- Bejucal Alto
- La Represa
- Veguitas